# M36 Jackson
Stíhač tanků M36 Jackson byl vyvinut v USA na základě požadavků americké armády na rychlý stroj, který by dokázal ničit i ty nejmodernější a nejtěžší obrněnce německé armády. První stroje se dostaly k jednotkám roku 1944, účastnily se zejména bojů v Evropě. Jejich oficiální označení znělo M36 GMC (Gun Motor Carriage), říkalo se jim Slugger (baseballový ranař) nebo Jackson. Ke konci jara roku 1945 byly věže stíhačů tanků M36 Slugger vybaveny skládací soupravou přídavného střešního pancéřování, která chránila jejich posádky proti odstřelovačům. Americké stíhače tanků se používaly i po druhé světové válce, sloužily dokonce ještě v devadesátých letech v jugoslávském konfliktu ve výzbroji všech hlavních válčících stran.

## Varianty
- M36 – základní provedení, věž vybavená 90mm dělem M3 na korbě stíhače tanků M10A1, pohon benzinovým motorem Ford GAA.
- M36B1 – věž samohybného děla M36 na korbě tanku M4A3.
- M36B2 – věž M36 na korbě stíhače tanků M10, dieselový motor General Motors 6046.
- Vozidla užívaná JNA podstoupila v 70. a 80. letech dvacátého století modernizační program, v jehož rámci obdržela přístroj nočního vidění M63 jugoslávského původu a pohonné jednotky Ford GAA byly nahrazeny dieselovými motory V-2 původem ze sovětského tanku T-34.[1]

## Technické údaje
- typ: stíhač tanků

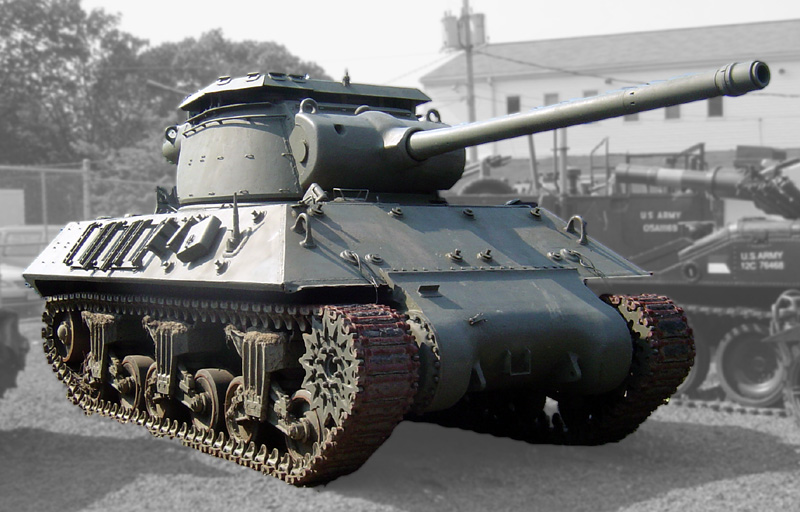
M36B2 ve vojenském muzeu v Danbury

- posádka: 5 členů – řidič, střelec, nabíječ, pomocník, velitel
- výzbroj: kanón M3 ráže 90 mm, kulomet Browning M2HB ráže 12,7 mm
- rychlost otáčení věže: 360 stupňů za 15 sekund
- munice: 47 nábojů do kanónu; 1000 nábojů do kulometu
- pancéřování: věž 32–76 mm; čelo korby 51–108 mm, další části 19–25 mm
- motor: benzínový Ford GAA V-8, 18 000 cm³ o výkonu 500 HP nebo 2 dieselové motory uložené v zadní části vozidla
- podvozek: hnací kolo vpředu, napínací vzadu; pojezd na systému dvojice 3 vozíků
- pohotovostní hmotnost: 28,6 t
- poměr výkon/váha: 17,5 HP/1 t
- tlak na zem: 12,9 psi
- maximální rychlost: 48 km/h na silnici; 32 km/h v terénu
- překonávání překážek: brod hluboký 90 cm, kolmá stěna 60 cm a zákop široký 2,5 m
- dojezd: 250 km na silnici; 180 km v terénu
- produkce: od dubna 1944 do července 1945 vyrobeno 1 413 stíhačů tanků M36, 187 M36B1 a 724 M36B2.[2]